# Trachyoribates inornatus
Trachyoribates inornatus är en kvalsterart som först beskrevs av Pérez-Íñigo och Baggio 1991.  Trachyoribates inornatus ingår i släktet Trachyoribates och familjen Haplozetidae. Inga underarter finns listade i Catalogue of Life.